# Classe Chikuma
La classe Chikuma (筑摩型防護巡洋艦?, Chikuma-gata bōgojun'yōkan) è stata una classe incrociatori protetti della Marina imperiale giapponese, composta da tre esemplari. Essi presero parti a numerose azioni durante la prima guerra mondiale.
La classe Chikuma fu l'ultima classe di incrociatori protetti utilizzati dalla Marina Imperiale Giapponese e furono seguiti dagli incrociatori leggeri di classe Tenryu.

## Storia
La classe Chikuma faceva parte del piano di espansione della flotta del 1907, basato sull'esperienza acquisita durante la Guerra russo-giapponese. Insieme agli incrociatori da battaglia della Classe Kongo, la classe Chikuma costituiva la prima fase di un progetto mirante a costruire una flotta di navi veloci e moderne, basate sulle ultime innovazioni tecniche dell'epoca. Tutti gli esemplari della classe parteciparono alla prima guerra mondiale. La Yahagi e la Hirado servirono durante la Seconda guerra sino-giapponese e i primi mesi della seconda guerra mondiale, per poi essere ritirate appena prima dell'inizio della Guerra del Pacifico.

## Tecnica
Il progetto di base della classe Chikuma fu derivato dagli incrociatori leggeri della Royal Navy di classe Town, in parte modificato e influenzato dal progetto degli incrociatori di classe Tone. La sagoma delle navi di classe Chikuma era ben riconoscibile per via dei quattro fumaioli. La corazzatura era simile a quanto utilizzato per la classe Tone.
Le navi di classe Chikuma furono i primi incrociatori della Marina Imperiale Giapponese dotati di turbine a vapore: ciò permetteva loro di raggiungere velocità decisamente superiori ai modelli precedenti. La Chikuma e la Hirado utilizzavano turbine di tipo Curtiss e potevano raggiungere la velocità massima di 26 nodi (48 km/h). Durante i test di velocità raggiunsero rispettivamente 26.83 e 26.87 nodi. La Yahagi fu costruita utilizzando una turbina di tipo Parson e raggiunse la velocità di 27.14 nodi durante le prove. Anche se l'obiettivo di velocità era stato raggiunto, le nuove tecnologie impiegate diedero problemi, legati soprattutto a fenomeni di fatica dei materiali: ciò causò la necessità di frequenti manutenzioni.
La batteria principale era composta da otto cannoni navali Type 41 6 inch 45 (derivati dai cannoni QF 6 in/40), di cui uno installato a prua, uno a poppa e tre montati su sponson su ciascuna fiancata. La batteria secondaria era composta da quattro cannoni navali QF 12-pounder 12 cwt e due mitragliatrici Lewis. Inoltre erano presenti tre tubi lanciasiluri da 457 mm.
Dopo il 1919, furono aggiunti due cannoni navali 76 mm Type 3 per la difesa antiaerea, in sostituzione di due cannoni 12-pounders sulla Hirado e tre cannoni 12-pounders sulla Yahagi e sulla Chikuma.

## Unità
- Chikuma

Varata il 1 aprile 1911 e completata il 17 maggio 1912 dall'arsenale navale di Sasebo, la Chikuma partecipò a svariate operazioni durante la Prima Guerra Mondiale nel Pacifico centrale e meridionale. Fu dismessa il 1 aprile 1931 e riutilizzata come bersaglio nel 1935.
- Yahagi

Varata il 3 ottobre 1911 e completata il 27 luglio 1912 dai cantieri navali della Mitsubishi a Nagasaki, la Yahagi partecipò a svariate operazioni durante la Prima Guerra Mondiale, nell'Oceano Pacifico e nell'Oceano Indiano. Successivamente venne impiegata durante l'intervento in Siberia e nelle fasi iniziali della Seconda guerra sino-giapponese. Fu dismessa il 1 aprile 1940; lo scafo venne riutilizzato come caserma fino al 1943.
- Hirado

Varata il 29 giugno 1911 e completata il 17 giugno 1912 dai cantieri navali della Kawasaki a Kōbe, la Hirado prese parte a varie operazioni durante la Prima Guerra Mondiale nel Pacifico centrale e meridionale. Come la Yahagi, fu utilizzata durante l'intervento in Siberia e all'inizio della Seconda guerra sino-giapponese. Fu dismessa il 1 aprile 1940; lo scafo venne riutilizzato come caserma fino al 1943.